# Йолкина
Йо́лкина (рос. Ёлкина) — присілок у складі Слободо-Туринського району Свердловської області. Входить до складу Усть-Ніцинського сільського поселення.
Населення — 82 особи (2010, 91 у 2002).
Національний склад населення станом на 2002 рік: росіяни — 97 %.